# Bubble Up!
Bubble Up! es el primer EP japonés (y cuarto en general) del grupo femenino de Corea del Sur Rocket Punch. Fue lanzado el 4 de agosto de 2021 por Yoshimoto Music. El miniálbum contiene seis pistas, incluido su sencillo principal titulado «Bubble Up!», lanzado en formato digital el 13 de julio de 2021.

## Antecedentes y lanzamiento
El 14 de junio de 2021, Woollim Entertainment anunció el próximo lanzamiento del primer miniálbum de Rocket Punch para la industria japonesa, que llevaría por título Bubble Up!, ha ser publicado el 4 de agosto de 2021. Confirmó además que el álbum contendría seis pistas, incluyendo el sencillo principal homónimo, además de cinco canciones más, entre ellas la versión en japonés de su sencillo debut «Bim Bam Bum».
El 6 de julio de 2021, el grupo lanzó su cuenta oficial de YouTube en japonés, estrenando un primer adelanto del vídeo musical de su sencillo «Bubble Up!». El 13 de julio fue publicado en formato digital el sencillo principal del miniálbum en diversas plataformas musicales, junto con su vídeo musical.
El 4 de agosto de 2021 fue lanzado el EP de manera oficial.

## Lista de canciones
| CD / Descarga digital |                                  |                      |                                                                             |                      |          |  |
| N.º                   | Título                           | Letras               | Música                                                                      | Arreglo              | Duración |  |
| 1.                    | «Overture»                       |                      | Don                                                                         | Don                  | 1:05     |  |
| 2.                    | «Bubble Up!»                     | Yhanael              | Yhanael, Don                                                                | Don                  | 3:17     |  |
| 3.                    | «Jolly Jolly»                    | Yhanael              | Yhanael, Don                                                                | Don                  | 3:21     |  |
| 4.                    | «Summer Days»                    | Yhanael              | RHeaT, Puravida                                                             | RHeaT                | 3:05     |  |
| 5.                    | «Let's Dance»                    | Yhanael              | Kwon Eunbi, Shin Yong Soo (Psycho Tension), Jeong Seongmin (Psycho Tension) | Mollo                | 3:09     |  |
| 6.                    | «Bim Bam Bum» (Japanese version) | Iggy (Oreo), Yongbae | Iggy (Oreo), Yongbae                                                        | Iggy (Oreo), Yongbae | 3:16     |  |
| 17:13                 |                                  |                      |                                                                             |                      |          |  |

| DVD |                                                                                  |          |  |
| N.º | Título                                                                           | Duración |  |
| 1.  | «"Bubble Up!" Music Video Limited ver.»                                          |          |  |
| 2.  | «"Bubble Up!" Multi Angle (Yeonhee / Juri / Suyun / Yunkyoung / Sohee / Dahyun)» |          |  |
| 3.  | «Making of "Bubble Up!"»                                                         |          |  |

## Posicionamiento en listas
| Listas (2021)              | Posición más alta |
| -------------------------- | ----------------- |
| Japón (Oricon Album Chart) | 19                |

## Historial de lanzamiento
| País  | Fecha               | Formato                                       | Discográfica    |
| ----- | ------------------- | --------------------------------------------- | --------------- |
| Japón | 4 de agosto de 2021 | CD, DVD, Blu-ray, descarga digital, streaming | Yoshimoto Music |